# Grand Prix international de Dottignies 2008
La 7e édition du Grand Prix international de Dottignies a eu lieu le 7 avril 2008. La course fait partie du calendrier international féminin UCI 2008 en catégorie 1.2. Elle est remportée par la Néerlandaise Marianne Vos.

## Classements

### Classement final
| \| Classement général \| Classement général \| Classement général \| Classement général \| Classement général \| \| Coureur \| Coureur \| Pays \| Équipe \| Temps \| \| ------------------ \| ------------------ \| ------------------ \| ------------------------------ \| ------------------ \| \| 1re \| Marianne Vos \| Pays-Bas \| DSB Bank \| 2 h 39 min 10 s \| \| 2e \| Kirsten Wild \| Pays-Bas \| AA Drink-Cycling Team \| + 0 s \| \| 3e \| Grete Treier \| Estonie \| Gauss RDZ Ormu \| + 0 s \| \| 4e \| Giorgia Bronzini \| Italie \| Italie \| + 0 s \| \| 5e \| Oksana Kashchyna \| Ukraine \| Ukraine \| + 0 s \| \| 6e \| Suzanne de Goede \| Pays-Bas \| Equipe Nürnberger Versicherung \| + 0 s \| \| 7e \| Diana Žiliūtė \| Lituanie \| Safi-Pasta Zara Manhattan \| + 0 s \| \| 8e \| Maaike Polspoel \| Belgique \| Belgique \| + 0 s \| \| 9e \| Silvia Parietti \| Italie \| Gauss RDZ Ormu \| + 0 s \| \| 10e \| Olena Sharga \| Ukraine \| Ukraine \| + 0 s \| |                  |          |                                |                 |
| |                  |          |                                |                 |
| Source : Cycling Quotient |                  |          |                                |                 |
| Classement général |                  |          |                                |                 |
| Coureur | Coureur          | Pays     | Équipe                         | Temps           |
| 1re | Marianne Vos     | Pays-Bas | DSB Bank                       | 2 h 39 min 10 s |
| 2e | Kirsten Wild     | Pays-Bas | AA Drink-Cycling Team          | + 0 s           |
| 3e | Grete Treier     | Estonie  | Gauss RDZ Ormu                 | + 0 s           |
| 4e | Giorgia Bronzini | Italie   | Italie                         | + 0 s           |
| 5e | Oksana Kashchyna | Ukraine  | Ukraine                        | + 0 s           |
| 6e | Suzanne de Goede | Pays-Bas | Equipe Nürnberger Versicherung | + 0 s           |
| 7e | Diana Žiliūtė    | Lituanie | Safi-Pasta Zara Manhattan      | + 0 s           |
| 8e | Maaike Polspoel  | Belgique | Belgique                       | + 0 s           |
| 9e | Silvia Parietti  | Italie   | Gauss RDZ Ormu                 | + 0 s           |
| 10e | Olena Sharga     | Ukraine  | Ukraine                        | + 0 s           |

### Points UCI
| Position           | 1er | 2e | 3e | 4e | 5e | 6e | 7e | 8e |
| Classement général | 40  | 30 | 16 | 12 | 10 | 8  | 6  | 3  |